# يوليا أليبوفا
يوليا نيكولاييفنا أليبوفا (بالروسية: Юлия Николаевна Алипова)، من مواليد 23 سبتمبر 1977، هي رياضية روسية معتزلة، شاركت في دورة الألعاب الأولمبية 3 مرات خلال السنوات 1996 2000 و2004 و2008.